# 30 Овна
30 Овна (лат. 30 Arietis) — кратная (четверная) система из 4 звёзд в созвездии Овна. Находится на расстоянии около 133 световых лет от Солнца. Вокруг одной из звёзд обращается, как минимум, одна планета.

## Характеристики
30 Овна А представляет собой жёлто-белый гигант — звезду, превосходящую по массе и диаметру Солнце в 1,3 раза. Звезда 30 Овна В относится к классу жёлто-белых карликов главной последовательности. Её масса и диаметр приблизительно равны 1,11 и 1,13 солнечных соответственно. Она чрезвычайно быстро вращается вокруг своей оси: 38,3 км/с. Компоненты A и B относительно молоды по астрономическим масштабам: их возраст составляет 0,86 и 0,91 миллиардов лет соответственно. 30 Овна В и 30 Овна C обращаются вместе вокруг общего центра масс с другой парой звёзд — 30 Овна A и 30 Овна D.

## Планетная система
В 2009 году группой астрономов было объявлено о возможном присутствии планетарного объекта 30 Овна B b, обращающегося вокруг компоненты В.